# Басанов, Владимир Манцынович
Владимир Манцынович Басанов (род. 26 ноября 1948, Ачинск, Красноярский край) — советский и российский государственный и политический деятель, дипломат. Председатель Верховного Совета Республики Калмыкия с апреля 1990 по ноябрь 1992. Советник посольства Российской Федерации в Монголии.

## Биография
Родился 26 ноября 1948 года в городе Ачинск Красноярского края.
Окончил аграрный факультет Калмыцкого государственного университета.
С 1980 по 1982 год директор совхоза «Ростовский».
В 1982—1983 годах второй секретарь Городовиковского райкома КПСС в Калмыкии, в 1983—1984 годах председатель райисполкома Городовиковского района, в 1984—1987 году первый секретарь Городовиковского районного комитета КПСС. С 1987 по 1990 год секретарь Областного Комитета КПСС Калмыкии.
В 1990—1992 годах председатель Верховного Совета республики Калмыкия. С 1993 по 1994 год консул Генерального консульства России в Дархане. В 1994—1998 годах генеральный консул России в Дархане.
С 1998 года работает в центральном аппарате Министерства иностранных дел России. С 2002 года консул, с 2003 года генеральный консул России в Эрдэнэте. С 2008 года старший советник Посольства России в Монголии.

## Дипломатический ранг
- Чрезвычайный и полномочный посланник 1 класса (10 ноября 1995)[4]